# Sarasinicinae
Sous-famille
Les Sarasinicinae sont une sous-famille d'opilions laniatores de la famille des Epedanidae.

## Distribution
Les espèces de cette sous-famille se rencontrent en Asie du Sud-Est et en Asie de l'Est.

## Liste des genres
Selon World Catalogue of Opiliones (28/06/2021) :
- Acanthepedanus Roewer, 1912
- Albertops Roewer, 1938
- Asopella Kury, 2020
- Delicola Roewer, 1938
- Gintingius Roewer, 1938
- Kilungius Roewer, 1915
- Koyanus Roewer, 1938
- Kuchingius Roewer, 1927
- Opelytus Roewer, 1927
- Padangcola Roewer, 1963
- Panticola Roewer, 1938
- Parepedanus Roewer, 1912
- Pasohnus Suzuki, 1976
- Pseudobiantes Hirst, 1911
- Punanus Roewer, 1938
- Sarasinica Strand, 1914
- Sembilanus Roewer, 1938
- Sinistus Kury, 2020
- Siponnus Roewer, 1927
- Sungsotia Tsurusaki, 1995
- Tegestria Roewer, 1936
- Tonkinatus Roewer, 1938

## Publication originale
- Roewer, 1923 : Die Weberknechte der Erde. Systematische Bearbeitung der bisher bekannten Opiliones. Gustav Fischer, Jena, p. 1-1116 (texte intégral).